# Naft Tehran Football Club
Naft Tehran Football Club es un equipo de fútbol iraní que actualmente juega en la Iran Pro League de la liga iraní de fútbol.

## Historia
El equipo fue fundado en 1950, aunque no empezó a competir hasta 1971, cuando la NIOC lo inscribió en la liga. Empezaron a jugar en la Tehran Football League, donde permanecieron hasta 2005, año en el que ganaron la liga y ascendieron de categoría de la mano de Nasser Faryadshiran. El año siguiente disputaron la Tercera División de Irán, donde quedaron de nuevo primeros, jugando en la Segunda División de Irán. Jugaron tres años en dicha categoría, hasta que en 2009 ganaron, jugando entonces la Liga Azadegan, la segunda categoría del fútbol iraní. En 2010 ascendieron a la Iran Pro League, división en la que compiten hasta la fecha.

## Entrenadores
- Hamid Shirzadegan (1975-1976)
- Parviz Dehdari (1976-1980)
- Aref Seyed Alikhani (1980-1988)
- Nasser Faryadshiran (2003-2006)
- Mehdi Dinvarzadeh (2006-2010)
- Nader Dastneshan (2010)
- Hossein Faraki (2010-2012)
- Mansour Ebrahimzadeh (2012-2013)
- Yahya Golmohammadi (2013-2014)
- Ali Reza Mansourian (2014-2016)
- Ali Daei (2016-2017)
- Hamid Derakhshan (2017)
- Ali Karimi (2017-)

## Palmarés

### Nacional
- Copa Hazfi (1): 2017
- Liga Azadegan (1): 2010
- Segunda División de Irán (1): 2009
- Tercera División de Irán (1): 2006
- Liga provincial de Teherán (1): 2005